# Pseudopaludicola saltica
Espèce
Synonymes
- Paludicola saltica Cope, 1887

Statut de conservation UICN

 LC  : Préoccupation mineure
Pseudopaludicola saltica est une espèce d'amphibiens de la famille des Leptodactylidae.

## Répartition
Cette espèce est endémique du Brésil. Elle se rencontre entre 600 et 1 200 m d'altitude dans les États du District fédéral, du Mato Grosso, du Minas Gerais et de São Paulo,.

## Publication originale
- Cope, 1887 : Synopsis of the batrachia and reptilia obtained by H. H. Smith, in the province of Mato Grosso, Brazil. Proceedings of the American Philosophical Society, vol. 24, p. 44-60 (texte intégral).